# Bonaparte (Iowa)
Bonaparte – miasto w Stanach Zjednoczonych, w stanie Iowa, w hrabstwie Van Buren, nad rzeką Des Moines.

## Demografia
Zgodnie ze spisem statystycznym z 2000 roku, miasto liczyło 458 mieszkańców. W 2023 roku liczba mieszkańców spadła do 361 osób, a gęstość zaludnienia do 401,1 osoby/km².